# Text pla
Un fitxer de text pla  (en anglès plain text ) és el que està compost únicament per text sense format, només caràcters. Aquests caràcters es poden codificar de diferents maneres depenent de la llengua usada. Alguns dels sistemes de codificació més usats són: ASCII, ISO-8859-1 o Llatí-1, Unicode, etc.
Se'ls coneix també com a fitxers de text simple, per mancar d'informació destinada a generar formats (negretes, subratllats, cursives, mida, etc.) i tipus de lletra (per exemple, Arial, Times, Courier, etc.). El terme text pla prové d'una traducció literal del terme anglès plain text.
Les aplicacions destinades a l'escriptura i modificació d'arxius de text s'anomenen editors de text.

## Convencions de noms d'arxius de text a DOS i successors
El costum ha fet que es nomenin amb l'extensió d'arxiu.txt encara que en poden tenir qualsevol altra, a caprici de l'usuari (són vàlides i habituals: .inf, .80, .dat, .tmp, .prv, .hlp, .htm, etc.). Els arxius .bat (o de procés per lots), els .htm o . html i molts d'altres són també arxius de text que tenen funcions especials.
Si en el moment de guardar un arxiu de text l'aplicació amb què estem treballant no dona per defecte l'extensió .txt, a l'hora de triar-ne una cal tenir en compte que aquesta no ha de contenir caràcters reservats, com per exemple (*/:.;), és a dir, serà vàlida l'extensió .pif però no ./*.
També és recomanable no fer servir per a un arxiu de text pla extensions que, estant molt difoses i sent molt conegudes, poden confondre tant a l'usuari com al mateix sistema operatiu, com per exemple .xls, .doc, .ppt, .wav, .gif o .jpg, tot i que no hi ha cap impediment si es volen utilitzar.